# Epthianura
Epthianura (Schijnpaapjes) is een geslacht van zangvogels uit de familie honingeters (Meliphagidae).

## Soorten
Het geslacht kent de volgende soorten:
- Epthianura albifrons – Maskerschijnpaapje
- Epthianura aurifrons – Oranje schijnpaapje
- Epthianura crocea – Geel schijnpaapje
- Epthianura tricolor – Scharlaken schijnpaapje